# Manuel Uruchurtu
Manuel Uruchurtu Ramírez (Hermosillo, Sonora, 27 de junio de 1872-Océano Atlántico Norte, 15 de abril de 1912) fue un abogado, jurista y político mexicano. 
Uruchurtu se convirtió en la única víctima mexicana identificada en haber fallecido durante el hundimiento del RMS Titanic, el 15 de abril de 1912.

## Biografía y carrera

### Primeros años
Nació como miembro de una familia de oligarquía porfiriana rica, siendo hijo del capitán Mateo Uruchurtu Díaz, y éste a su vez, hijo de Pedro Mateo Uruchurtu Eyurbide, natural de Bilbao y Mercedes Ramírez Estrella, En su adolescencia, se trasladó a Ciudad de México para prepararse como abogado. Contrajo matrimonio con su compañera de estudios, la aristócrata Gertrudis Caraza y Landero, con quien tuvo siete hijos. Él y su familia se establecieron en la ciudad.

### Trayectoria política
Su amistad con el prominente porfirista y miembro del grupo Los Científicos, Ramón Corral, le abrió las puertas a la vida política del país. De esta manera, se convirtió en diputado. Tras la caída del régimen dictador y destierro de Porfirio Díaz en 1911; este último huyó del país y se refugió en París, temiendo las represalias del nuevo Gobierno encabezado por Francisco I. Madero.

### Eventos previos a su abordaje delTitanic
En 1912, viajó a Francia para visitar a su amigo y padrino político, el también desterrado Ramón Corral. El 1 de marzo de ese año, se efectúo el encuentro entre ambos. Cumplido su cometido, adquirió un boleto para viajar el 10 de abril en el trasatlántico París, de Cherburgo (Francia) al puerto de Veracruz (México).
A finales de marzo o principios de abril de ese año Uruchurtu, hospedado en el Hotel París, en Francia, recibió la visita de Guillermo Obregón, yerno de Ramón Corral y presidente de la Gran Comisión de la Cámara de Diputados. Obregón había pagado un poco más de 27 Libras esterlinas por un boleto de primera clase que le permitiría navegar en el lujoso trasatlántico RMS Titanic en su viaje inaugural hacia el puerto de Nueva York, Estados Unidos, pero había cambiado de parecer y deseaba intercambiar boletos, a lo que Uruchurtu accedió. Guillermo Obregón viajó en el trasatlántico París y Uruchurtu en el Titanic con el boleto n.º P-C-17601.
El 8 de abril, fue invitado a una fiesta con los exiliados leales a Porfirio Díaz, y el 10 del mismo mes envió a su madre, en Hermosillo, Sonora, una postal diciéndole que la foto se trataba del barco en el que viajaría, además de anunciarle que volviendo a México la visitaría en Hermosillo para platicarle todo acerca del viaje. Ese mismo día, en Cherburgo, abordó el Titanic junto con 273 pasajeros más.

## Muerte
El 15 de abril de 1912, la nave que había abordado, conocida como Titanic, chocó contra un iceberg y propició a su hundimiento, lo que le provocó la muerte a los 39 años de edad. Tras el naufragio del barco hundido, su cuerpo nunca fue recuperado, por lo que sus restos permanecieron eternamente en las aguas del Océano Atlántico Norte, al sureste de Terranova.

### Leyenda urbana
Popularmente, se había aceptado como verídica una leyenda urbana que relata las acciones de Uruchurtu a bordo del trasatlántico. Dicha historia asegura que la noche del hundimiento del Titanic, fue subido al bote salvavidas número 11 gracias a su estatus como diputado en visita oficial. Una vez a bordo, observó a una pasajera británica que viajaba en segunda clase, de nombre Elizabeth Ramell-Nye. Esta le suplicó ser incluida en el bote salvavidas, alegando que su esposo e hijo la estaban esperando en Nueva York. Los oficiales se negaron a dejarla subir al bote ya que estaba a su máxima capacidad y pondría en peligro la estabilidad de este. Uruchurtu abandonó el bote salvavidas y cedió su lugar a la mujer de 29 años, pidiéndole que en caso de que muriera visitara a su esposa y familia en México (Hermosillo y Xalapa) para hacerles saber sobre sus últimos minutos de vida. Nye salvó su vida al ser rescatada, mientras que Uruchurtu falleció en el siniestro. Tiempo después se descubrió que Elizabeth había mentido, ya que no estaba casada ni tenía hijo alguno. No obstante, cumplió su promesa y en 1924 viajó a Xalapa, Veracruz a visitar a la viuda de Uruchurtu y contarle lo que sucedió con su marido.
El 24 de agosto de 2012, la periodista Guadalupe Loaeza, autora del libro El caballero del Titanic, que escribió y publicó con motivo del centenario del hundimiento del barco, narra los sucesos antes descritos. Sin embargo, ha afirmado públicamente que no existe prueba alguna sobre dicha anécdota. La naturaleza ficticia del relato ha sido también confirmada por el biógrafo de Nye, David Bryceton, quien la describió como «una historia conmovedora sin fundamento».

## Legado
En marzo de 2024, el presidente municipal de Hermosillo, Sonora, Antonio Astiazarán Gutiérrez, develo la escultura de una ancla honorífica en memoria a Uruchurtu, colocada en el muelle de Bahía de Kino.